# Ernest Rouxel
Pour les articles homonymes, voir Rouxel.
Ernest Rouxel, né le 21 novembre 1898 à Corseul (Côtes-du-Nord) et mort le 27 mars 1991 à Ploubalay (Côtes-d'Armor), est un homme politique français.

## Détail des fonctions et des mandats
Mandat parlementaire
- 23 juillet 1969 - 1er avril 1973 : Député de la 2e circonscription des Côtes-du-Nord